# جاك فاغان
جاك فاغان (بالإنجليزية: Jack Fagan)‏ هو لاعب دوري الرغبي نيوزلندي، ولد في 21 يونيو 1933، وتوفي في 30 نوفمبر 2015 في تاكابونا ‏ في نيوزيلندا.